# Vương tôn Gabriel, Công tước xứ Dalarna
Vương tôn Gabriel của Thụy Điển, Công tước xứ Dalarna (Gabriel Carl Walther; sinh ngày 31 tháng 8 năm 2017) là con trai thứ hai của Vương tử Carl Philip của Thụy Điển, Công tước xứ Värmland và Vương tức Sofia, Công tước phu nhân xứ Värmland. Cậu hiện đang đứng thứ 6 trong dòng kế vị ngai vàng của Vương quốc Thụy Điển.

## Ra đời
Hoàng tử Gabriel sinh ngày 31 tháng 8 năm 2017 tại Bệnh viện Danderyd Danderyd, Thụy Điển. Tên và tước hiệu của cậu được thông báo bởi Vua Carl XVI Gustaf vào ngày 4 tháng 9 năm 2017. Nghi thức tạ ơn Te Deum đã được tổ chức để chào mừng Hoàng tử.
Hoàng tử Gabriel được rửa tội vào ngày 1 tháng 12 năm 2017 tại Nhà nguyện Hoàng gia thuộc Cung điện Drottningholm. Cha mẹ đỡ đầu của Hoàng tử là Vương nữ Madeleine, Nữ Công tước xứ Hälsingland và Gästrikland, Thomas de Toledo Sommerlath, Sara Hellqvist, Oscar Kylberg và Carolina Pihl.

## Tước hiệu
- 31 tháng 8 năm 2017 – 7 tháng 10 năm 2019: His Royal Highness Prince Gabriel, Duke of Dalarna (Vương tôn Gabriel, Công tước xứ Dalarna Điện hạ).
- 7 tháng 10 năm 2019 – nay: Prince Gabriel, Duke of Dalarna (Vương tôn Gabriel, Công tước xứ Dalarna)

Kể từ ngày 7 tháng 10 năm 2019, sau khi Vua Carl XVI Gustaf tuyên bố tinh giảm quy mô gia đình bao gồm các con của Hoàng tử Carl Philip và Công chúa Madeleine, vì vậy Hoàng tử Gabriel không còn sử dụng kính ngữ Royal Highness và không còn phải thực hiện các nhiệm vụ Vương thất nữa.